# Parallelia melanochrous
Parallelia melanochrous är en fjärilsart som beskrevs av Rothschild 1920. Parallelia melanochrous ingår i släktet Parallelia och familjen nattflyn. Inga underarter finns listade i Catalogue of Life.